# Václav V. z Rybnika a Pštíny
Václav V. z Rybnika a Pštíny, zvaný též Prostomyslný či Pitomý (polsky Wacław III Rybnicki, Wacław III Prostaczek) (narozen okolo 1422, zemřel okolo 1478) byl kníže z rodu dynastie Přemyslovců, rodu Opavských Přemyslovců.

## Život a vláda
Václav III. byl synem Mikuláše V. Krnovského a jeho druhé manželky Markéty Clemm z Elguth (Markéta Klemm ze Lhoty). V době, kdy zemřel jeho otec byl ještě nezletilý. Za poručníky mu byli ustanoveni jeho matka Markéta a strýc Václav IV. Ratibořský. Poručnictví bylo ukončeno v roce 1456, tehdy mu jeho starší bratr Jan IV. vyčlenil část z knížectví, a to panství Rybnik, Pszczyna a Żory, jako hlavní statky.
Stejně jako ostatní Přemyslovci byl spojenec s Jiřím z Poděbrad a Vladislavem Jagellonským proti uherskému králi Matyáši Korvínovi. Kníže Václav III. za svou věrnost zaplatil tím, že přišel o veškerý majetek během výpravy Matyáše Korvína do Slezska v roce 1473.

## Smrt
Po roce 1473 byl zajat Viktorínem z Poděbrad a uvězněn v Kladsku, kde bezdětný kníže zemřel asi po 5 létech věznění zcela v zapomnění.